# Rhynchoconger trewavasae
Rhynchoconger trewavasae is een straalvinnige vissensoort uit de familie van zeepalingen (Congridae). De wetenschappelijke naam van de soort is voor het eerst geldig gepubliceerd in 1993 door Ben-Tuvia.